# Epigelasma
Epigelasma is een geslacht van vlinders van de familie spanners (Geometridae), uit de onderfamilie Geometrinae.

## Soorten
- E. alba Viette, 1970
- E. befasy Viette, 1981
- E. corrupta Herbulot, 1955
- E. crenifera Herbulot, 1970
- E. disjuncta Herbulot, 1972
- E. frigida Herbulot, 1972
- E. herbuloti Viette, 1980
- E. hispida Herbulot, 1972
- E. holochroa Herbulot, 1972
- E. lutea Viette, 1970
- E. meloui Prout, 1930
- E. nobilis Herbulot, 1955
- E. occidentalis Herbulot, 1972
- E. olsoufieffi Herbulot, 1972
- E. perineti Herbulot, 1972
- E. praenuntia Herbulot, 1972
- E. radiata Herbulot, 1972
- E. rhodostigma Herbulot, 1955
- E. rufifrons Herbulot, 1972
- E. simplaria Herbulot, 1972
- E. triplicifascia (Prout, 1912)
- E. tulear Herbulot, 1972
- E. viridibasis Herbulot, 1972